# Portable.NET
DotGNU Portable.NET to implementacja Common Language Infrastructure w ramach projektu DotGNU, służąca tworzeniu i uruchamianiu aplikacji stworzonych w technologii .NET z zastosowaniem języków C lub C#. Zawiera kompilator cscc, bibliotekę klas System.Windows.Forms oraz środowisko uruchomieniowe ilrun.
DotGNU Portable.NET przeznaczony jest przede wszystkim dla systemu operacyjnego GNU/Linux, ale istnieją także wersje dla systemów Microsoft Windows, NetBSD, FreeBSD, Solaris i OS X. Obsługiwane architektury to x86, PowerPC, ARM, Sparc, s390, Alpha, IA-64 oraz PARISC.